# Matchbox Twenty
Matchbox Twenty (originalment Matchbox 20) és un grup de rock d'Orlando, Florida (EUA).
Matchbox Twenty ha venut al voltant de 37 milions de discs a tot el món. El grup està format per Rob Thomas (veu, piano), Adam Gaynor (guitarra rítmica), Brian Yale (baix), Paul Doucette (bateria) i Kyle Cook (guitarra solista). Thomas, Yale i Doucette tocaven junts en el grup Tabitha's Secret quan van afegir Cook i Gaynor i van passar a anomenar-se Matchbox 20.
El seu primer disc, 'Yourself Or Someone Like You' va ser publicat el 1996. El senzills "Long Day", "Push", "3 AM", "Real World" i "Back 2 Good" van proporcionar un gran èxit al grup, venent més de 12 milions de còpies només als Estats Units.
Abans del seu següent disc, Itaal Shur, Carlos Santana i Thomas van escriure la cançó "Smooth" per al disc de retorn de Santana, 'Supernatural". La cançó, on Thomas canta, va esdevenir un èxit l'any 1999 i va guanyar diversos premis Grammy.
L'any 2000, els Matchbox 20 es van passar a dir Matchbox Twenty i van publicar el seu segon disc, 'Mad Season'. El senzills "Bent", "If You're Gone" i "Mad Season" van ser els principals èxits.
Per al seu tercer disc, els altres membres del grup a part de Thomas, es van atrevir a compondre. El grup va repetir l'èxit amb 'More Than You Think You Are' i els seus senzills "Disease", "Bright Lights" i "Unwell".
El maig del 2004, el grup va publicar el DVD 'Show: A Night In The Life Of Matchbox Twenty', on hi havia 20 cançons, inclosos els seus èxits principals.
El febrer del 2005, Gaynor va anunciar oficialment que deixava el grup. Actualment el grup es troba parat. Tots els membres estan dedicant-se a altres projectes. Rob Thomas ha publicat amb gran èxit el seu primer disc en solitari, 'Something To Be...'.
Està previst que el grup torni a unir-se i publiquin el seu quart disc el 2007.

## Discografia

### Discs
- Yourself Or Someone Like You (1996) (20 milions de discs venuts)
- Mad Season (2000) (10 milions de discs venuts)
- More Than You Think You Are (2002) (7 milions de discs venuts)
- EP (2003) (200,000 discs)

### Senzills
De Yourself Or Someone Like You:
- Long Day (1996)
- Push (1997)
- 3AM (1997)
- Real World (1998)
- Back 2 Good (1998)

De Mad Season:
- Bent (2000)
- If You're Gone (2000)
- Mad Season (2001)
- Angry (2001)
- Last Beautiful Girl (2001)

De More Than You Think You Are:
- Disease (2002)
- Unwell (2003)
- Bright Lights (2004)
- Downfall (2004)